# Jana Röhlinger
Jana Röhlinger (* 20. April 1992 in Erfurt) ist eine deutsche Schauspielerin.
2005 spielte sie in der Serie Ein Engel für alle die Rolle der Jule. Von Januar 2008 bis Oktober 2009 war sie als Mia Bussmann in der Kinder- und Jugendserie Schloss Einstein zu sehen. Im April 2010 hatte sie dort noch einmal einen Gastauftritt. 
Sie hat zwei Geschwister. Ihre Schwester Anica Röhlinger spielte von 2009 bis 2012 auch in Schloss Einstein.

## Filmografie
- 2005: Ein Engel für alle (Fernsehserie, 1 Folge)
- 2008–2009, 2010: Schloss Einstein (Fernsehserie, 104 Folgen)